# Minthea squamigera
Minthea squamigera là một loài bọ cánh cứng trong họ Bostrichidae. Loài này được Pascoe miêu tả khoa học năm 1866.